# Xanthocampoplex orbitalis
Xanthocampoplex orbitalis là một loài tò vò trong họ Ichneumonidae.